# WARASIBE
『WARASIBE』（ワラシベ）は、松葉サトルによる日本の漫画作品。『月刊ガンガンWING』（スクウェア・エニックス）2006年10月号に前身となる読み切りを連載の後、2007年11月号から2009年5月号まで連載された。

## ストーリー
人の助けになるために役人を目指す謙太は、それとはまったく関係のない鈴音の願いを叶える手助けをしつつ、都を目指して旅をする。
幕末から明治初頭、あるいは現代をモチーフとしたような架空の日本が舞台。

## 登場人物
謙太（けんた）
自警団に野盗から助けられた過去から“誰かの助け”になるために旅をしている少年。
当初、自警団に入団しようとするも不合格になるが、直後に遭遇した事件を解決した功績から江戸で役人として働けるようになり、江戸を目指している。
自警団の入団テストを受けた帰りに出会った鈴音になし崩しで下僕→犬にされてしまい、半強制的に鈴音のわらしべ計画を手伝わされることになる。
自己紹介の際に謙太（けんた）の謙（けん）を鈴音に犬（けん）と取られたことから犬太（けんた）→犬太（いぬた）と呼ばれるようになり、彼女にそう呼ばれていることや後の自らの名乗り間違いなどから、周囲には犬太（いぬた）で通っている。
自警団入りを目指して師について稽古をしていたため剣の腕は立ち、拳銃を持った複数の人間に対して刀で立ち向かえるほどの戦闘能力を誇る。しかし、普段は気が抜けているのか素人に対して後れを取ることもあり、鈴音との関係から（マニアックな）変態扱いをされることも少なくない。
鈴音（りんね）
わらしべ長者に感銘を受け、楽して人生どこまで行けるかを試すために旅をしている少女。
一生豪遊できる位の暮らしを物々交換だけで得るという“わらしべ計画”のために、謙太らを連れて江戸を目指し旅をしている。
威風堂々とした態度や豪胆さ、物言いなどから謙太には身分の高い人物と思われていた。
人前でさえ謙太にリードを着けて歩かせるなど、彼に対しては徹底した犬扱いを強いている。
何も持たずに何不自由なく一人旅をするなど、世渡り上手な面を持ち、巧みな話術を駆使する。
橘（たちばな）
どこかの自警団を隊長として率いていた青年。
ふとした衝撃で記憶を失い易い体質で、記憶を失っていた時に謙太に拾われ、鈴音の口八丁に騙されて彼らの仲間になる。
非常に熱い男であり、複数回記憶を失っても性格に変化はないようで、自らの心に従い行動をする。
鈴音を姐さんと呼び、謙太と虎には一方的に兄弟の契りを結んでいる。
自警団の仲間からは別れていても信頼されている様子。
魔法などが存在せず比較的現実的な世界観のなかで、何故か銃弾を跳ね返すほど頑強な肉体を持っている。
虎（とら）
助けた女性から謙太達に礼として渡された虎。
以前の飼い主に人間は襲わないよう教育されているらしいが、いざという時は謙太が差し出されることになっている。
普段の餌は人に甘えて貰うか、どこかで狩って来ているらしい。
鈴音の言うことのみを聞き、彼女の足代わりなど様々な役割りをこなす。